# Segundo Menéndez Pérez
Segundo Menéndez Pérez (1950) és un magistrat del Tribunal Suprem d'Espanya des de 1996.

## Biografia
Va ingressar a la Carrera Judicial el 1976 i va tenir la seva primera destinació al Jutjat de Primera Instància i Instrucció de Ḷḷuarca (Astúries), per servir posteriorment al Jutjat d'aquesta mateixa classe de Montilla (Còrdova). El 1981 va ascendir a magistrat i va ocupar el Jutjat d'Instrucció número 5 de Bilbao, ciutat en què va obtenir successivament destins a la Sala Civil de la llavors Audiència Territorial, a l'Audiència Provincial ia la Sala del Contenciós-Administratiu del Tribunal Superior de Justícia del País Basc, on exercia fins al seu nomenament per al Tribunal Suprem el 1996.
El 2004 va ser ponent de la resolució que confirmava la sentència de 2004, on s'obligava la Generalitat a consultar la llengua habitual de l'alumnat en la preinscripció a l'escola i tenir-la en compte, seguint la llei de política lingüística de 1999.
El novembre de 2017 fou elegit president de la Junta Electoral per les Eleccions al Parlament de Catalunya de 2017.